# Kiryl Keduk
Kiryl Keduk (* 9. Oktober 1987 in Hrodna) ist ein belarussischer Pianist.

## Leben
Keduk studierte ab 2001 bei Waldemar Wojtal an der Musikakademie Danzig. Seit 2007 studierte er bei Boris Petrushansky an der Klavierakademie „Incontri con Maestro“ in Imola (Italien) und bei Piotr Paleczny an der Frédéric-Chopin-Universität für Musik in Warschau. 2013 beendete er sein Studium bei Graham Scott am Royal Northern College of Music in Manchester. 
Im Jahr 2004 gewann er in Bydgoszcz (Bromberg, Polen) den 3. Platz im „Arthur Rubinstein Wettbewerb“, später erste Preise bei den Klavierwettbewerben in Minsk, Bukarest, Antonin, Danzig, Warna und Marsala (2006). Keduk spielte als Solist mit Orchestern in Palermo, Mailand, Florenz, Nizza, in Israel und den USA.
Im Herbst 2009 gewann Keduk beim Kissinger Klavierolymp sowohl den 1. Preis als auch den Publikumspreis – als erster Mitwirkender dieses seit 2003 bestehenden Wettbewerbs gewann er beide Preise. Bei der Abschlussgala des Musikfestivals Kissinger Sommer 2010 spielte er mit Wladimir Spiwakow (Violine) und der Russischen Nationalphilharmonie als Solist unter Leitung von Thomas Sanderling.
2013 veröffentlichte er sein Debüt-Album  „My Polish Diary“ beim Label Delos.